# Малышкин, Василий Васильевич
Василий Васильевич Малышкин (15 апреля 1923 года, Завьяловское, Камышловский уезд, Екатеринбургская губерния — 22 января 1990, Талица, Свердловская область, Россия) — Герой Социалистического Труда (1981), первый секретарь Талицкого райкома КПСС.

## Биография
Родился 15 апреля 1923 года в селе Завьяловское Камышловского уезда Екатеринбургской губернии (ныне Талицкий район Свердловской области) в семье крестьянина-середника. Семья жила в деревне Николаевка (ныне не существующей). Отец Василий Иванович был ветврачом в колхозе, также занимался забоем скота. Мать, Пелагей Афанасьевна, работала телятницей в колхозе. В 8 лет пошел в первый класс Завьяловской начальной школы. В 1938 году закончил семилетнюю школу в селе Горбуновское, находящуюся в 5 километрах от дома. И три года Василий преодолевал это расстояние пешком ежедневно. После школы Василий поступил в Талицкий лесотехнический техникум на специальность «Эксплуатация лесовозного транспорта», где вступил в ряды ВЛКСМ. Летом 1941 года один месяц работал на лесозаводе. И по данным автобиографии «с 4 курса техникума ушел добровольцем в ряды советской армии в ноябре 1941 года».
Василий Васильевич прошёл ускоренные курсы политруков в УРВШ, и в марте 1942 года был направлен на Южный фронт. В начале 1943 года закончил трёхмесячные курсы «Выстрел» в городе Тбилиси, получив звание лейтенанта. С апреля 1943 года прошёл школу военного альпинизма и горнолыжного спорта Закавказского военного округа в посёлке Бакуриани (Грузинской ССР). В июле 1943 года стал командиром взвода школы, а в сентябре 1943 года — командиром взвода учебного батальона. После восхождения на Эльбрус получил золотой значок альпиниста. В ноябре 1943 года принимал участие в Керченско-Эльтигенской десантной операции в составе 56-й армии. В ходе боёв Малышкин был контужен и тяжело ранен. Он был эвакуирован на одной из последних барж. После лечения становится заместителем политрука роты 972-го стрелкового полка Северокавказского фронта. В 1944 году вступил в ряды КПСС. Демобилизован из армии в 1946 году.
В 1946 году, вернувшись на родину, стал заместителем директора по воспитательной работе школы ФЗО № 60, секретарём партийной организации школы. В 1948 году был избран членом бюро Талицкого райкома КПСС и назначен заведующим отделом партийных, профсоюзных и комсомольских органов. В 1951 году, восстановишься на 4 курсе Талицкого техникума, закончил его экстерном. В 1951—1953 годах обучился в совпартшколе, а по окончании был назначен заместителем директора Первухинской машино-тракторной станции (МТС) по политчасти, где проработал с 1953 по 1957 год. В 1957 году был избран секретарём партийной организации по Первухинской зоне, а затем по Еланской. Василий Васильевич поступил, а в 1957 году окончил исторический факультет Свердловский государственный университет им. М. Горького.
.
В 1957—1960 годах работал председателем райисполкома Манчажского районного Совета депутатов трудящихся, а в 1960—1963 годах — первый секретарь Манчажского РК КПСС. С января 1963 года секретарь парткома КПСС Талицкого производственного совхозно — колхозного управления, а с 22 января 1965 года — первый секретарь Талицкого РК КПСС. Был делегатом XXIII съезда КПСС. В 1983 вышел на пенсию.
Скончался 25 декабря 1992 года и был похоронен на Талицком городском кладбище.
Семья
Василий Васильевич Малышкин женился на Ксении Васильевне и у них родилось трое сыновей — Александр, Леонид и Михаил.

## Память
В г. Талице проходят ежегодные волейбольные турниры в память о В. В. Малышкине.
В 2013 году Василий Васильевич получил звание «Почетный гражданин Талицкого городского округа».

## Награды
За свои достижения был неоднократно награждён:
- 1943 — значок I ступени Альпинист СССР;
- 1958 — медаль «За освоение целинных земель»;
- 08.03.1958 — орден «Знак Почёта»;
- 22.03.1966 — орден Трудового Красного Знамени «за стабильные высокие результаты в выполнении и перевыполнении плановых заданий и принятых социалистических обязательств, увеличение производства и продажи государству продуктов сельского хозяйства по итогам развития Талицкого района в период с 1963 по 1965 год»;
- 08.04.1971 — орден Ленина;
- 23.12.1976 — орден Трудового Красного Знамени;
- 13.03.1981 — звание Герой Социалистического Труда с золотой медалью Серп и Молот и орден Ленина «за выдающиеся успехи, достигнутые в выполнении заданий десятой пятилетки и социалистических обязательств по увеличению производства и продажи государству продуктов земледелия и животноводства»;
- 11.03.1985 — орден Отечественной войны II степени;
- 2013 — «Почетный гражданин Талицкого городского округа».